# Argyrolobium microphyllum
Argyrolobium microphyllum là một loài thực vật có hoa trong họ Đậu. Loài này được Ball miêu tả khoa học đầu tiên.